# Tannat (uva)

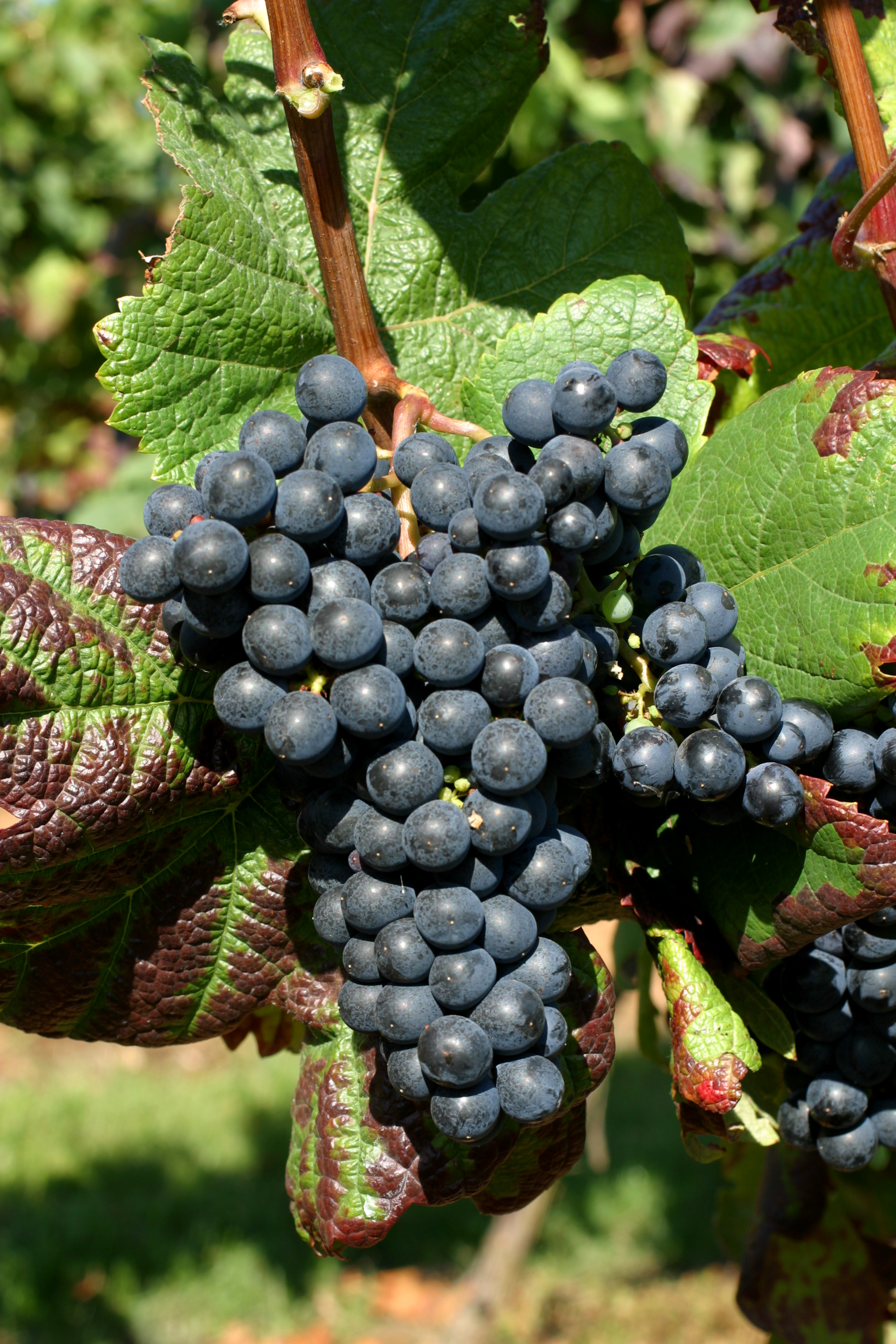
Racimo de uva tannat.

La tannat es una uva tinta que ha crecido históricamente en el suroeste de Francia. En la actualidad es una de las uvas más importantes de Uruguay, donde se considera la «uva nacional». También crece en Argentina, Perú, Bolivia, Brasil y Australia. Puede encontrarse en la región italiana de Apulia, donde es usada como uva de mezcla. En Estados Unidos se han hecho pequeñas plantaciones experimentales en Maryland y Virginia. Además, en California han aumentado enormemente las plantaciones de esta variedad desde comienzos del siglo XXI. También está en expansión en Arizona.
Los vinos de tannat producidos en Uruguay son muy diferentes en sus características de los vinos de la Apellation d'Origine Controlée (AOC) Madiran, por tener un cuerpo más ligero y menos taninos. La tannat también se emplea para hacer el brandy armañac y vinos rosados con mucho cuerpo. En Francia, se han realizado esfuerzos para solucionar la naturaleza duramente tánica de la uva con una técnica de vinificación conocida como micro-oxigenación.

## Regiones

### Francia

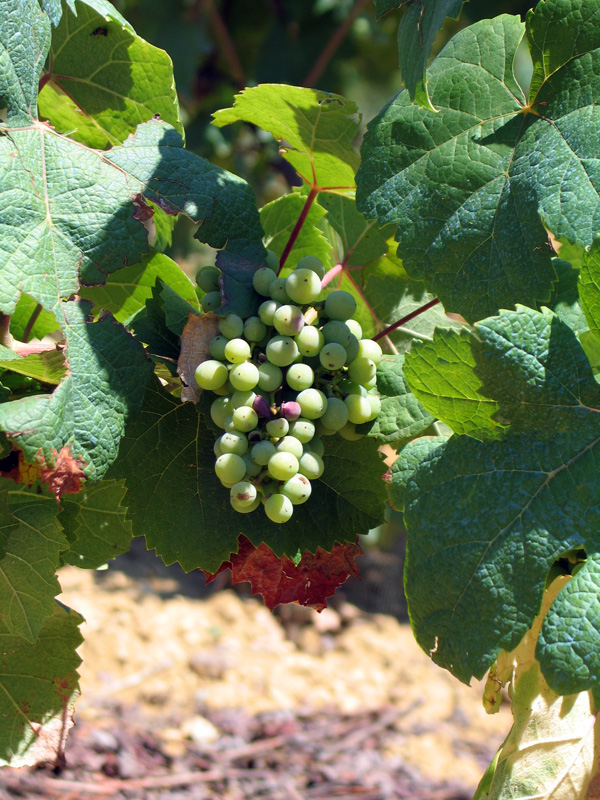
Racimo de tannat antes del envero.

La tannat es frecuente en el País Vasco francés, cerca de los Pirineos. Su vino es conocido por su alta cantidad de taninos y suele mezclarse con cabernet sauvignon, cabernet franc y fer para suavizar su astringencia. Además de en Madiran, se produce vino de tannat en Irouléguy, Vielle-Tursan y Béarn y es componente menor del vino de Cahors. La moderna vinificación de la región ha empezado a hacer énfasis en la frutalidad y en el envejecimiento en barrica de roble para suavizar los taninos. Hoy en día los vinos pasan normalmente unos 20 meses en barrica antes de sacarse al mercado.
El vino tannat francés se caracteriza por su estructura firme y tánica, con aromas a frambuesa, y la capacidad de envejecer bien.
A menudo tienen un color oscuro y un nivel alto de alcohol. Los vinos rosados producidos en Irouléguy se hacen con un tiempo de maceración muy limitado con los hollejos. El resultado son vinos rosados que suelen tener mucho cuerpo y son muy afrutados.
En Béarn los vinos tintos y rosados producidos tienen un 60% de tannat y un 40% de manseng noir, fer y courbu noir.
En 1990 el productor de Madiran Patrick Ducournau ha experimentando añadiendo cantidades controladas de oxígeno durante la fermentación de la tannat y ha terminado desarrollando un proceso de vinificación moderno llamado micro-oxigenación.

### Uruguay

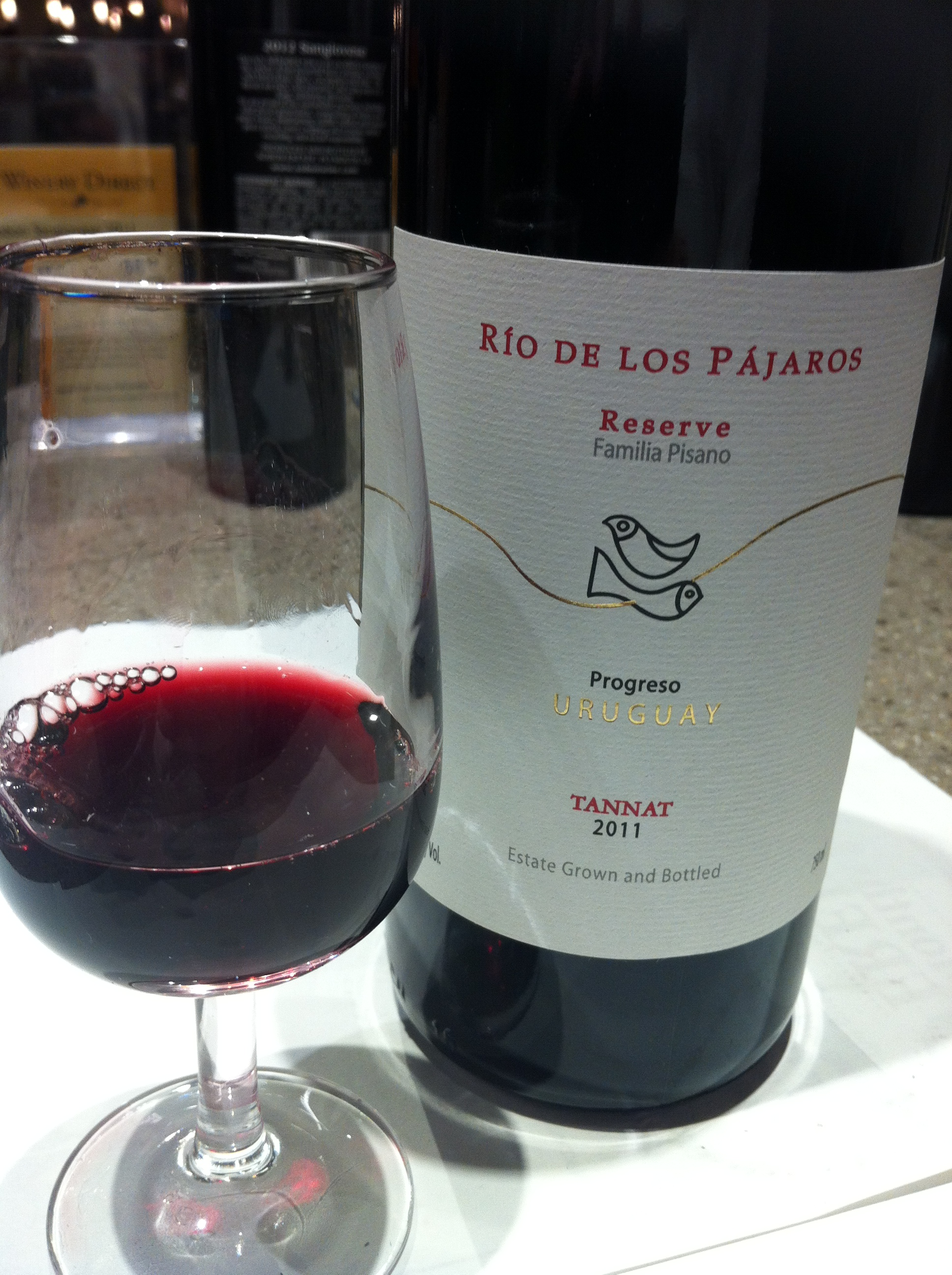
Vino tannat uruguayo.

La vid tannat fue introducida a Uruguay en el siglo XIX por inmigrantes vascos, destacándose entre ellos Pascual Harriague. Se divulgó rápidamente por este país junto con la vid manseng. En la actualidad se mezcla con pinot noir y merlot para hacer una serie de vinos que tienen reminiscencias a los de Oporto y Beaujolais. Desde Uruguay la vid se extendió a Argentina y Brasil. A finales del siglo XX fue introducida en California. En el siglo XIX las plantaciones de tannat en Uruguay llegaron a las 20 000 ha aunque la filoxera, que llegó a finales del siglo, produjo que se configurase un nuevo viñedo en el país. En la actualidad hay unas 9000 hectáreas de esta variedad.
Esta uva ha tenido un papel destacado en la historia de la industria vitivinícola uruguaya. Los vinos de tannat de Uruguay se caracterizan por ser más elegantes, por tener unos taninos más suaves y por sus notas a mora. Los viñedos de Uruguay han empezado a distinguir entre las «vides antiguas», que descienden de los esquejes originales traídos de Europa, y los nuevos clones que se producen hoy. Las nuevas vides tienden a producir vinos más intensos, con un mayor contenido alcohólico pero con menos acidez y con una faceta afrutada menos compleja. Algunas bodegas mezclan ambas uvas en sus vinos. La uva también es mezclada con otras variedades más conocidas, como la merlot, creando alternativas excelentes a la oferta californiana o australiana.

### Estados Unidos
A finales del siglo XIX el profesor de agricultura Eugene W. Hilgard, de la Universidad de California en Berkeley, importó la vid de tannat del suroeste francés y empezó a cultivarla en los viñedos de la universidad. La uva no recibió mucha atención hasta finales del siglo XX, cuando los vinos monovarietales sudamericanos de esta uva empezaron a recibir elogios internacionales. En la década de 1990 empezaron a aparecer varias plantaciones en la American Viticultural Area (AVA) de Paso Robles y en la AVA de Santa Cruz Mountains. Algunos productores como Bonny Doon Vineyard la usaron para mezclas con cabernet franc y los productores Tablas Creek Vineyard y Kaz Winery la usaron para monovarietales. En el norte de California el productor Westwood Estate Wines plantó viñedos de esta variedad en los 90 y produjo multivarietales y monovarietales. Otros productores californianos mezclaron la uva con sangiovese y syrah. Viñedos de Texas, Arizona, Oregón, Maryland y Virginia empezaron a importar esquejes de California.
En 2002 la Oficina de Alcohol, Tabaco, Armas de Fuego y Explosivos estadounidense aprobó la petición del productor Tablas Creek Vineyard de incluir a la tannat en la lista de variedades de uva para así poder etiquetar sus vinos varietales como de tannat.
En 2005 las hectáreas de tannat en California han aumentado hasta alcanzar las 140 hectáreas.